# Таємниця, відома всім (фільм)
«Таємниця, відома всім» (рос. «Тайна, известная всем») — український радянський дитячий музичний фільм 1981 року режисера Миколи Засєєва-Руденка. Виробництво кіностудії імені Олександра Довженка.

## Сюжет
Телефільм про те, як хлопці з піонерського табору, який знаходиться на Чорноморському узбережжі, запросили відомих акторів, що відпочивали поблизу, взяти участь у спортивному святі.
Піонери можуть усе! І карнавальні костюми зробити з підручних матеріалів, і артистів на свято роздобути!

## У фільмі знімалися
- Юля Животворова — піонерка
- Юра Прохода — піонер
- Сергій Алексєєв — піонер
- Надія Румянцева — мадам Саламандра, Капітанша, проводирка піратів
- Микола Гринько — Товстун, старший групи
- Зиновій Високовський — Мрійник
- Валерій Носик — Спритний
- Юрій Саранцев — помічник Капітанші піратів, артист Юра
- Юрій Ніколаєв — Чарівник, Юрій Миколайович
- Олена Овечкіна — епізод
- Віка Мунтян — епізод
- Л. Горенкова — епізод
- П. Романенко — епізод

## Знімальна група
- Сценарист: Тамара Антонова
- Режисер-постановник: Микола Засєєв-Руденко
- Оператор-постановник Вадим Верещак
- Художник-постановник  Віктор Мигулько
- Композитор: Володимир Бистряков
- Тексти пісень: І. Афанасьєва, А. Вратарьова, А. Дмитрука, В. Левіна, Б. Морозова, А. Райчука
- Режисер: В. Хацкевич
- Оператори: А. Рязанцев, А. Москаленко
- Звукооператор: Григорій Матус
- Монтаж: Людмила Ясинська
- Костюми: Л. Соколовської
- Грим: Л. Серьогіної
- Художник-декоратор: В. Рожков
- Комбіновані зйомки: 
  - оператор Валентин Симоненко
  - художник В. Кашин
- Редактор: Ю. Небогатов
- Вокально-інструментальний ансамбль «Крок»
  - Художній керівник: Володимир Ходзицький